# 我想和你唱 (第二季)
《我想和你唱》第二季，是中国大陆湖南卫视于2017年第二季度推出的一档週六后晚间档音乐互动综艺节目，接档节目《歌手2017》。节目依旧由《我想和你唱》系列节目制作人王琴及其团队打造，并依旧由汪涵、韩红联合主持，音乐总监为中国大陆音乐人赵兆，首期节目于2017年3月30日在湖南大众传媒职业技术学院录制，并于2017年4月29日首播，歌曲版权由网易云音乐独家取得。
本季节目的台湾播映权由中天电视购得，中天综合台于2018年3月31日起每週六20:00播出。

## 赛制
第二季的赛制除星素互动环节外，其他环节与第一季基本相同。每週将有三位明星上传自己的合唱征集视频，观众可通过芒果直播和唱吧参与视频合唱，还可以通过芒果TV、优酷、网易云音乐、新浪微博、网易新闻、映客直播、温莎KTV、一叶子官方微博、胡桃里音乐、荔枝FM、年代音乐电台、muse短视频APP等平台参与报名。节目组会从三位明星的参与者中选出一百位来到派对现场，舞台亦将为他们设置专门区域，百人嗨唱团作为一方阵营可随时与明星进行互动。同时，为配合百人嗨唱团的到来，节目模式也进行了全新升级，取消了第一季中原有的“6进3”环节，取而代之的是通过百人即兴互动然后现场宣布三位进入第一轮合唱，之后的“3对1合唱”、“明星3选1”以及“1对1圆梦合唱”等环节则与第一季相同，而评选最受欢迎的草根嗨唱达人环节则被取消。

## 节目列表
注：标示红色者表示进入第一轮现场合唱，标示绿色者表示被歌手选中作为演唱搭档并进入第二轮现场合唱，标示灰色者表示未在播出版本中出现。

### 第一期
- 錄製日期：2017年3月30日

| 我想和你唱第二季 第一期 2017年4月29日 主持人：汪涵、韩红 鉴客团成员：喻美壬、于莎莎、金志文、黄枭、谢彬彬、寇乃馨 |                                                            |                                                                          |                  |                                       |
| 出场顺序 | 歌手                                                       | 素人嘉宾                                                                 | 第一轮演唱曲目   | 第二轮演唱曲目                        |
| OP | 汪 涵、韩 红、喻美壬、于莎莎 金志文、黄 枭、谢彬彬、寇乃馨 | 汪 涵、韩 红、喻美壬、于莎莎 金志文、黄 枭、谢彬彬、寇乃馨               | 《我想和你唱》   | 《我想和你唱》                        |
| 1 | 谭咏麟                                                     | 吞拿五虎、木 森、南方三叔叔、王伟东                                      | 《朋友》（粤语） | 《讲不出再见》（粤语）                |
| 2 | 蔡国庆                                                     | 王云峰、蔡 群、王宛尘、李星辰、SWIN组合 未上台互动：刘鹏（表白时刻）     | 《365个祝福》    | 《听妈妈讲那过去的事情》 《风吹麦浪》 |
| 3 | 孙燕姿                                                     | 马 嘉、傅霞一家、严玲&严莉、刘 硕、张小晴 未上台互动：张二毛（表白时刻） | 《神奇》         | 《半句再见》                          |

### 第二期
- 錄製日期：2017年4月19日

| 我想和你唱第二季 第二期 2017年5月6日 主持人：汪涵、韩红 鉴客团成员：李维嘉、于莎莎、刘烨、寇乃馨、阿来、金志文 |        |                                                                                |                              |                |
| 出场顺序 | 歌手   | 素人嘉宾                                                                       | 第一轮演唱曲目               | 第二轮演唱曲目 |
| 1 | 叶倩文 | 任俊好、丁弼洲、李国庆、陶思哲、黄楒灿 未上台互动：张瑜（表白时刻）            | 《潇洒走一回》               | 《选择》       |
| 2 | 胡彦斌 | 高 谋、薛明媛、罗杨云子、莫安琪 未上台互动：耿婷婷（表白时刻）                 | 《红颜》                     | 《男人KTV》    |
| 3 | 迪玛希 | 周 易、刘 璐、陈彦宏 未上台互动：康笑笛（表白时刻）、沙吾列汉&吾提（表白时刻） | 《一个忧伤者的求救》（法语） | 《秋意浓》     |

### 第三期
- 錄製日期：2017年4月20日

| 我想和你唱第二季 第三期 2017年5月13日 主持人：汪涵、韩红 鉴客团成员：李维嘉、于莎莎、刘烨、寇乃馨、金志文 |        |                                                                     |                        |                |
| 出场顺序                                                                                                  | 歌手   | 素人嘉宾                                                            | 第一轮演唱曲目         | 第二轮演唱曲目 |
| 1 | 蔡健雅 | 赵 亮、小鱼籽&申申、苏比依、亚 森                                   | 《别找我麻烦》         | 《达尔文》     |
| 2 | 赵 传  | 张 希、周 静、陈东东、张文彬                                        | 《我很丑可是我很温柔》 | 《勇敢一点》   |
| 3 | 尚雯婕 | 阿里郎花组合、慕莉艳、张高远、尹圣杰 未上台互动：罗天峰（表白时刻） | 《最终信仰》           | 《时间的力量》 |

### 第四期
- 錄製日期：2017年4月30日

| 我想和你唱第二季 第四期 2017年5月20日 主持人：汪涵、韩红 鉴客团成员：李维嘉、于莎莎、钱枫、黄嘉千、金志文、杨迪 |                                              |                                                                                         |                |                  |
| 出场顺序 | 歌手                                         | 素人嘉宾                                                                                | 第一轮演唱曲目 | 第二轮演唱曲目   |
| OP | 李维嘉、于莎莎、钱 枫、黄嘉千、金志文、杨 迪 | 李维嘉、于莎莎、钱 枫、黄嘉千、金志文、杨 迪                                            | 《我爱你》     | 《我爱你》       |
| 1 | 张碧晨                                       | 周晨亮&周清泉、龙 泽、陈奕夫 未上台互动：唐倩（表白时刻）、傲日其愣                     | 《凉凉》       | 《年轮》         |
| 2 | 范玮琪                                       | 杨 琛、张云凌、顾艺璇 未上台互动：孔博&王菲（表白时刻）、非洲三兄弟（表白时刻）、杨超毅 | 《最初的梦想》 | 《最重要的决定》 |
| 3 | 杨宗纬                                       | 于冬然、杨 旭、林 枫 未上台互动[a]：范甲君（表白时刻）                                  | 《其实都没有》 | 《流浪记》       |

| ^ a. 上季嗨唱达人丁芙妮、洪健轶、王希乔作为特别来宾回归嗨唱团 |

### 第五期
- 錄製日期：2017年5月1日

| 我想和你唱第二季 第五期 2017年5月27日 主持人：汪涵、韩红 鉴客团成员：李维嘉、于莎莎、靳梦佳、黄嘉千、金志文、杨迪 |          |                                                  |                |                |
| 出场顺序 | 歌手     | 素人嘉宾                                         | 第一轮演唱曲目 | 第二轮演唱曲目 |
| 1 | 袁娅维   | 毕晓鑫、董竞群、孙守靖、李金妮                   | 《不同凡想》   | 《阿楚姑娘》   |
| 2[a] | 梁咏琪   | 吕佳思、徐子超、王思嘉、赵崇伟                   | 《短发》       | 《偏见》       |
| 3[b] | 动力火车 | Din Georg、伊西永藏、彝蒙组合 未上台互动：付小墨 | 《当》         | 《彩虹》       |

| ^ a. 第二轮为第三个出场 | ^ b. 第二轮为第二个出场 |

### 第六期
- 錄製日期：2017年5月17日

| 我想和你唱第二季 第六期 2017年6月3日 主持人：汪涵、韩红 鉴客团成员：李维嘉、于莎莎、钱枫、黄嘉千、金志文、喻美壬 |        |                                                                                   |                |                            |
| 出场顺序 | 歌手   | 素人嘉宾                                                                          | 第一轮演唱曲目 | 第二轮演唱曲目             |
| 1 | 杨千嬅 | 潘 音、周 怡、吴昊煜、董嘉鸿 未上台互动：叶雪如                                   | 《大城大事》   | 《可惜我是水瓶座》（粤语） |
| 2 | 张信哲 | 刘 麒、伊黎哈穆、杨菲菲、陈 沁 未上台互动：闪烁（表白时刻）                       | 《过火》       | 《白月光》                 |
| 3 | 张靓颖 | 卢昶宇、王艺陶、黄诗淳、李秉成、张倚嘉 未上台互动：于姗宏&苏子珊&张鑫（表白时刻） | 《画心Ⅱ》      | 《终于等到你》             |

### 第七期
- 錄製日期：2017年5月18日

| 我想和你唱第二季 第七期 2017年6月10日 主持人：汪涵、韩红 鉴客团成员：李维嘉、黄飞鸿、刘烨、黄嘉千、金志文、喻美壬 |        |                                                                        |                    |                    |
| 出场顺序 | 歌手   | 素人嘉宾                                                               | 第一轮演唱曲目     | 第二轮演唱曲目     |
| 1 | 谭维维 | 泽宙斯姬、郑浩天、张雨佳 未上台互动：卜晓刚（表白时刻）                | 《如果有来生》     | 《Blah Blah Blah》 |
| 2[a] | 梁 博  | 高誉容、肖和东、陶孟童、徐素琴、刘玲美                                 | 《男孩》           | 《变了》           |
| 3[b] | 彭佳慧 | 群、史 帅、赵宥乔、郭 琛、余超颖 未上台互动：陈子旭&杨禄元（表白时刻） | 《走在红毯那一天》 | 《大龄女子》       |

| ^ a. 第二轮为第三个出场 | ^ b. 第二轮为第二个出场 |

### 第八期
- 錄製日期：2017年6月2日

| 我想和你唱第二季 第八期 2017年6月17日 主持人：汪涵、韩红 鉴客团成员：李维嘉、于莎莎、刘烨、寇乃馨、金志文、靳梦佳 |        |                                                            |                |                  |
| 出场顺序 | 歌手   | 素人嘉宾                                                   | 第一轮演唱曲目 | 第二轮演唱曲目   |
| 1 | 华晨宇 | 宿 涵、周行婳伊、李 亚、薛 骅 未上台互动：王菲（表白时刻） | 《我管你》     | 《烟火里的尘埃》 |
| 2[a] | 李 玟  | 张 志、丁诗瑀、刘艺璇 未上台互动：徐基皓（表白时刻）       | 《Di Da Di》   | 《月光爱人》     |
| 3[b] | 费玉清 | 罗嘉俊、孙新雨、凌 果、吴雄成&厉子敬                       | 《南屏晚钟》   | 《嘿嘿嘿》       |

| ^ a. 第二轮为第三个出场 | ^ b. 第二轮为第二个出场 |

### 第九期
- 錄製日期：2017年6月3日

| 我想和你唱第二季 第九期 2017年6月24日 主持人：汪涵、韩红 鉴客团成员：李维嘉、于莎莎、刘烨、寇乃馨、金志文、靳梦佳 |        |                                                                                  |                |                |
| 出场顺序 | 歌手   | 素人嘉宾                                                                         | 第一轮演唱曲目 | 第二轮演唱曲目 |
| 1 | 汪苏泷 | 卢泽涛、明柏辰&明筱岩、杨梓鑫、陈墨一                                            | 《一笑倾城》   | 《有点甜》     |
| 2 | 李玉刚 | 徐天意、赵嘉仪、祝颂皓、杨 姣 未上台互动：李唯加（表白时刻）、耿铭晶（表白时刻） | 《新贵妃醉酒》 | 《刚好遇见你》 |
| 3 | 邓紫棋 | 余赛亚、罗 昂、戴斯琪、肖 茗、钟豪&李霞 未上台互动：杨双一（表白时刻）           | 《泡沫》       | 《光年之外》   |

### 第十期
- 錄製日期：2017年6月15日

| 我想和你唱第二季 第十期 2017年7月1日 主持人：汪涵、韩红 鉴客团成员：李维嘉、于莎莎、刘烨、黄嘉千、金志文、杨迪 |        |                                                             |                          |                      |
| 出场顺序 | 歌手   | 素人嘉宾                                                    | 第一轮演唱曲目           | 第二轮演唱曲目       |
| 1 | 林子祥 | 林志程、郑月玲&邓梓扬、黄嘉玲、林凯轩                       | 《男儿当自强》[a]        | 《敢爱敢做》（粤语） |
| 2 | 张智霖 | 罗海东、林夏羽、麦贝夷 未上台互动：黄建婷（表白时刻）       | 《现代爱情故事》（粤语） | 《岁月如歌》（粤语） |
| 3 | 韩 磊  | 王小小、隋佶辰、李晓旭、肖玉鑫 未上台互动：韩冬（表白时刻） | 《走四方》               | 《花开在眼前》       |

| ^ a. 视频合唱版本中林子祥使用国语演唱，部分合唱者使用粤语演唱。现场演出版本为粤语演唱，并于间奏加入电影《笑傲江湖》主题曲《沧海一声笑》 |

### 第十一期
- 錄製日期：2017年6月16日

| 我想和你唱第二季 第十一期 2017年7月8日 主持人：汪涵、韩红 鉴客团成员：李维嘉、于莎莎、刘烨、寇乃馨、金志文、喻美壬 |            |                                                                           |                    |                |
| 出场顺序 | 歌手       | 素人嘉宾                                                                  | 第一轮演唱曲目     | 第二轮演唱曲目 |
| 1[a] | 陶晶莹     | 妡淇组合、曾慧兰、F3花样男团、姬紫兰 未上台互动：超模姐妹团（表白时刻）   | 《姐姐妹妹站起来》 | 《太委屈》     |
| 2[b] | 狮子合唱团 | 虞雨舟、刘文君、吴明恒 未上台互动：陈佳彬（表白时刻）                     | 《Lion》           | 《最后的请求》 |
| 3[c] | 胡 夏      | 谢雅儿、王睿超、林允丞 未上台互动：四川传媒学院啦啦队（表白时刻）、许佳麟 | 《那些年》         | 《爱夏》       |

| ^ a. 第二轮为第二个出场 | ^ b. 第二轮为第三个出场 | ^ c. 第二轮为第一个出场 |

### 第十二期
- 錄製日期：2017年6月28日

| 我想和你唱第二季 第十二期 2017年7月15日 主持人：汪涵、韩红 鉴客团成员：李维嘉、于莎莎、钱枫、黄嘉千、金志文、杨迪、喻美壬 |                                                                                            |                                                                                            |                    |                        |
| 出场顺序 | 歌手                                                                                       | 素人嘉宾                                                                                   | 第一轮演唱曲目     | 第二轮演唱曲目         |
| OP | 汪 涵、韩 红、李维嘉、于莎莎、钱 枫 黄嘉千、金志文、杨 迪、喻美壬 前十一期节目全体嗨唱达人 | 汪 涵、韩 红、李维嘉、于莎莎、钱 枫 黄嘉千、金志文、杨 迪、喻美壬 前十一期节目全体嗨唱达人 | 《我想和你唱》     | 《我想和你唱》         |
| 1 | 王俊凯                                                                                     | 胡 海、崔 倓、林可欣、周 倩 未上台互动：郭蓉（表白时刻）                                   | 《宠爱》           | 《树读》               |
| 2 | 林忆莲                                                                                     | 杨 启、夏 瑶、石淼&辂童 未上台互动：肖思齐（表白时刻）                                     | 《至少还有你》     | 《为你我受冷风吹》     |
| 3 | 李宇春                                                                                     | 彭雅纯、刘思良、周君怡、李佩玉 未上台互动：邓期友（表白时刻）、张雪&孙立凤（表白时刻）     | 《下个，路口，见》 | 《再不疯狂我们就老了》 |

## 争议
在2017年7月8日播出的第十一期节目中，胡夏的第一轮演唱曲目及出场曲原为《那些年》。但由于《那些年》的词作者九把刀曾涉嫌参与“台独”活动，导致歌曲未能通过审查，故胡夏与歌迷的合唱VCR及第一轮的“3对1合唱”环节在正式播出版本中被全数删除，出场曲亦被替换为《夏至未至》。而胡夏与三位嗨唱达人在第一轮的“3对1合唱”环节合唱的《那些年》曾于节目播出后短暂在网易云音乐上线，但在30分钟之后即被删除，及后于第二天上午重新上线，但词作者九把刀的名字已从歌曲简介中删除。

## 收视率
| 中国大陆 湖南卫视 首播收视率 |               |        |          |       |           |           |           | |
| 集數                         | 播出日期      | CSM52  | CSM52    | CSM52 | CSM全国网 | CSM全国网 | CSM全国网 | 備註 |
| 集數                         | 播出日期      | 收視率 | 收視份額 | 排名  | 收視率    | 收視份額  | 排名      | 備註 |
| 1                            | 2017年4月29日 | 1.029  | 6.03     | 6     | 0.83      | 5.88      | 1         | |
| 2                            | 2017年5月6日  | 1.201  | 7.05     | 6     | 0.9       | 6.61      | 1         | |
| 3                            | 2017年5月13日 | 0.828  | 4.86     | 8     | 0.7       | 4.86      | 1         | |
| 4                            | 2017年5月20日 | 1.128  | 6.55     | 6     | 0.97      | 6.69      | 1         | |
| 5                            | 2017年5月27日 | 0.979  | 5.73     | 6     | 0.86      | 5.66      | 1         | |
| 6                            | 2017年6月3日  | 1.003  | 5.68     | 6     | 0.78      | 5.41      | 1         | 东方《旅途的花样》开播                                                                                          |
| 7                            | 2017年6月10日 | 0.980  | 5.55     | 6     | 0.8       | 5.6       | 1         | 浙江《天生是优我》暂停播映，同时段改播《2017浙江卫视年中盛典暨OPPO R11发布会》（20:30开播）                     |
| 8                            | 2017年6月17日 | 1.054  | 6.03     | 6     | 0.84      | 5.79      | 1         | 浙江《天生是优我》复播                                                                                          |
| 9                            | 2017年6月24日 | 1.288  | 7.22     | 5     | 1.23      | 8.28      | 1         | 浙江《天生是优我》完结                                                                                          |
| 10                           | 2017年7月1日  | 1.190  | 7.02     | 3     | 0.98      | 6.95      | 1         | 浙江《挑战者联盟第三季》开播 东方《旅途的花样》暂停播映，同时段改播《青葱再出发——庆祝香港回归二十周年特别节目》 |
| 11                           | 2017年7月8日  | 0.927  | 5.23     | 7     | 0.98      | 6.68      | 1         | 北京《跨界歌王第二季》完结 东方《旅途的花样》复播                                                               |
| 12                           | 2017年7月15日 | 1.262  | 8.13     | 3     | 1.24      | 9.43      | 1         | |

1. 同时段或交叉时段主要节目：
  - 浙江卫视：《天生是优我》／《2017浙江卫视年中盛典暨OPPO R11发布会》／《挑战者联盟3》
  - 江苏卫视：《非诚勿扰》
  - 东方卫视：《旅途的花样》／《青葱再出发——庆祝香港回归二十周年特别节目》
  - 北京卫视：《跨界歌王2》
2. 数据由广视索福瑞提供，调查范围为四岁以上之观众。
3. 以上收视排名不包括央视在内。
4. 资料来源：卫视这些事儿、卫视小露电、潇湘卧龙、湖南卫视官方微信（ID：happychina1997）。
5. 排名为週六晚间所有综艺节目的排名，并不一定为同一时段。

## 综艺节目的变迁
| 中国大陆 湖南卫视 每週六 22:00—00:00                                                                             | 中国大陆 湖南卫视 每週六 22:00—00:00                 | 中国大陆 湖南卫视 每週六 22:00—00:00                    |
| --- | ---------------------------------------------------- | ------------------------------------------------------- |
| | 我想和你唱（第二季） （2017年4月29日—2017年7月15日） |                                                         |
| 我们的歌手（22:05—22:30） （2017年1月21日—2017年4月22日）歌手2017（22:30—00:00） （2017年1月21日—2017年4月22日） | 中餐厅（第一季） （2017年7月22日—2017年9月30日）     |                                                         |
| 我想和你唱系列节目变迁                                                                                           |                                                      |                                                         |
| 我想和你唱（第一季） （2016年5月7日—2016年7月16日）                                                              | 我想和你唱（第二季） （2017年4月29日—2017年7月15日） | 我想和你唱（第三季） （2018年4月28日[a]—2018年7月13日） |

| 马来西亚 Astro全佳HD 每週六 22:00—00:00（与湖南卫视同步播出）                                                    | 马来西亚 Astro全佳HD 每週六 22:00—00:00（与湖南卫视同步播出） | 马来西亚 Astro全佳HD 每週六 22:00—00:00（与湖南卫视同步播出） |
| --- | ------------------------------------------------------------- | ------------------------------------------------------------- |
| | 我想和你唱（第二季） （2017年4月29日—2017年7月15日）          |                                                               |
| 我们的歌手（22:05—22:30） （2017年2月25日—2017年4月22日）歌手2017（22:30—00:00） （2017年2月25日—2017年4月22日） | 我们十七岁（21:30—23:00） （2017年7月22日—2017年9月2日[b]）   |                                                               |

| 新加坡 HUB都会台 每週六 22:45—00:45（与湖南卫视同日播出） · 6月24日 23:30—01:30                                | 新加坡 HUB都会台 每週六 22:45—00:45（与湖南卫视同日播出） · 6月24日 23:30—01:30 | 新加坡 HUB都会台 每週六 22:45—00:45（与湖南卫视同日播出） · 6月24日 23:30—01:30 |
| --- | ------------------------------------------------------------------------------- | ------------------------------------------------------------------------------- |
| | 我想和你唱（第二季） （2017年4月29日—2017年7月15日）                            |                                                                                 |
| 我们的歌手（22:50—23:15） （2017年3月4日—2017年4月22日）歌手2017（23:15—00:45） （2017年3月4日—2017年4月22日） | 金曲捞前传 （2017年7月22日）                                                    |                                                                                 |

| 臺灣 中天综合台 每週六 20:00—21:30      | 臺灣 中天综合台 每週六 20:00—21:30                                  | 臺灣 中天综合台 每週六 20:00—21:30 |
| --------------------------------------- | ------------------------------------------------------------------- | ---------------------------------- |
|                                         | 我想和你唱（第二季） （2018年3月31日—2018年6月16日）                |                                    |
| 金曲捞 （2017年12月30日—2018年3月24日） | 中国新歌声（第二季）（20:00—22:00） （2018年6月30日—2018年10月6日） |                                    |

- ^  a. 因频道特殊编排，首期节目于2018年4月28日（週六）播出。
- ^  b. 2017年9月17日起，播出时间调整为每週日21:30。